# 22 de fevereiro
22 de fevereiro é o 53.º dia do ano no calendário gregoriano. Faltam 312 dias para acabar o ano (313 em anos bissextos).

## Eventos históricos

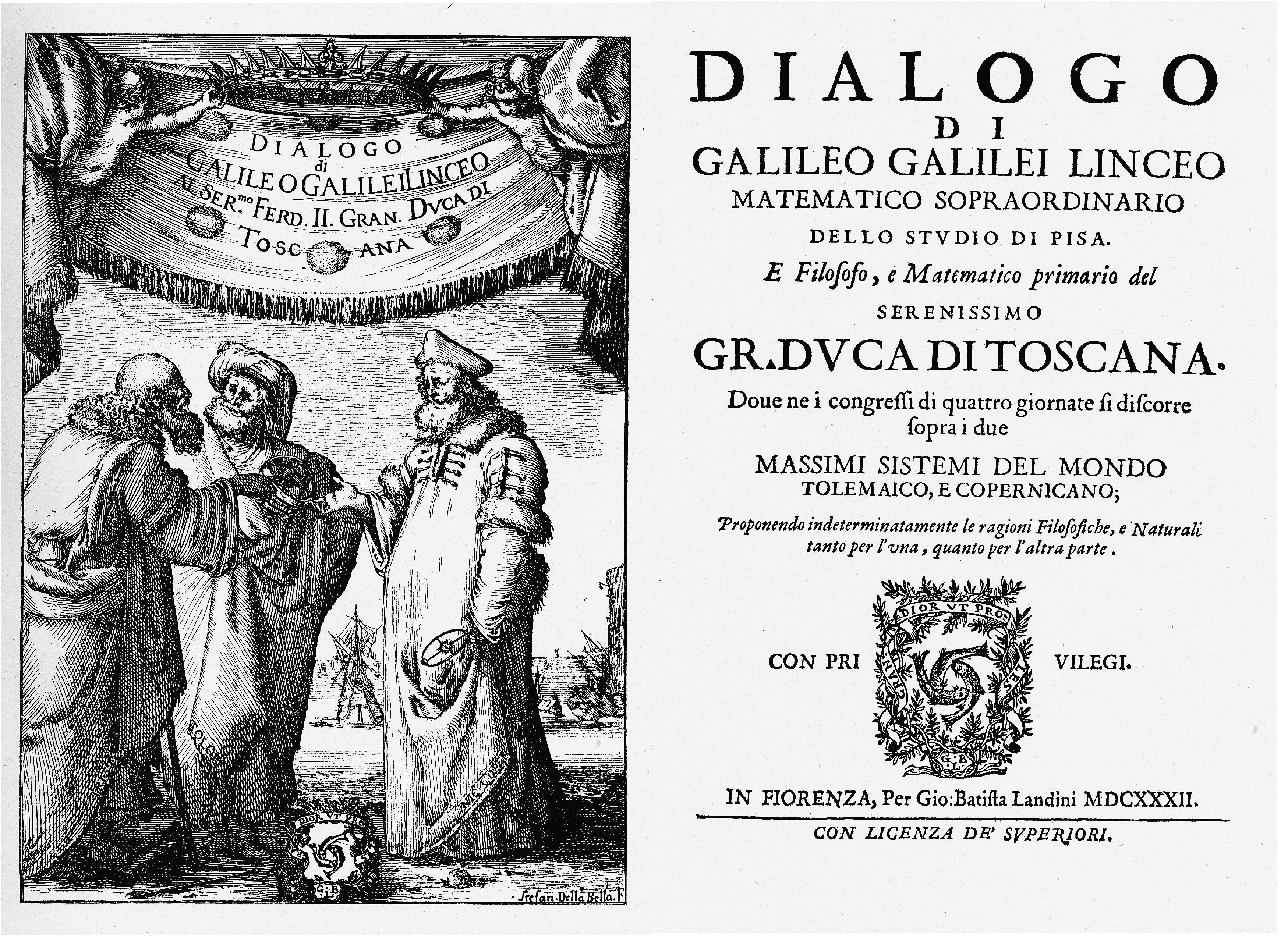
1632: Frontispício e folha de rosto do Diálogo de Galileu Galilei

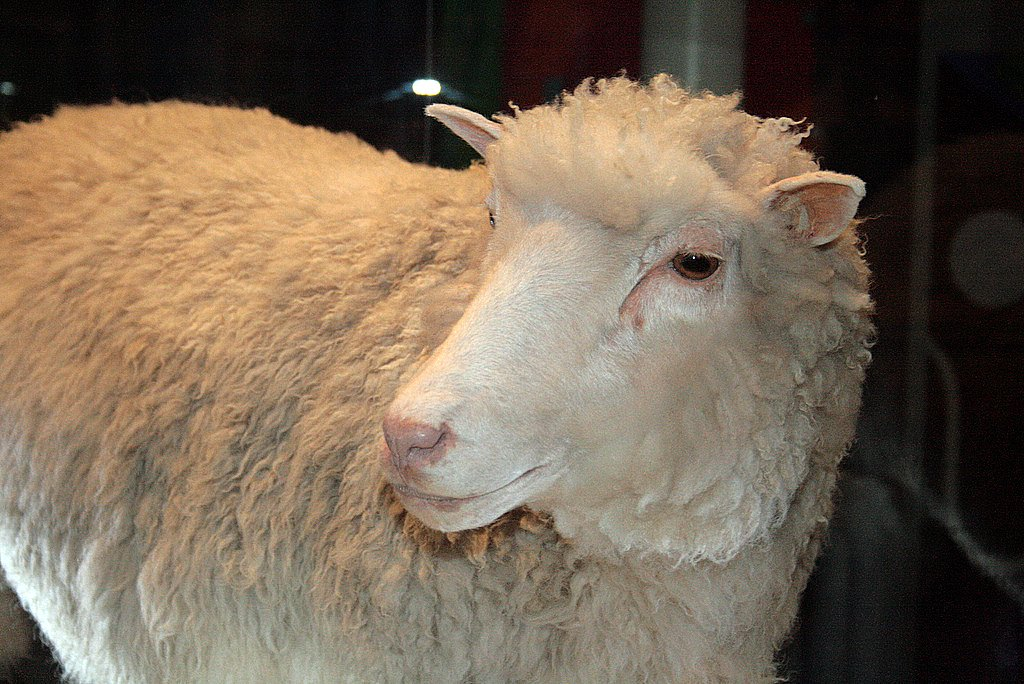
1997: Ovelha Dolly, a primeira clonagem bem sucedida de um mamífero

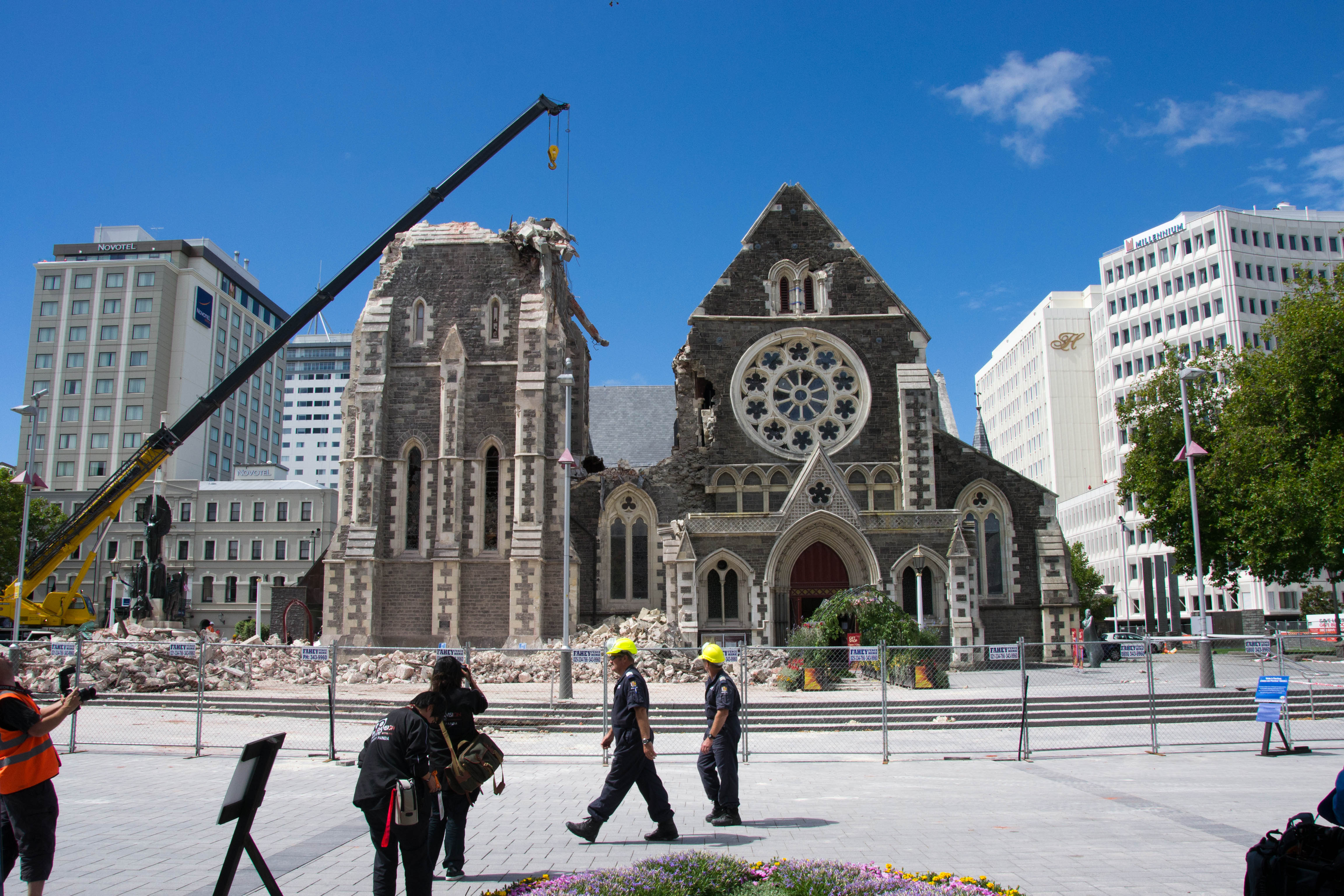
2011: Sismo de Christchurch na Nova Zelândia

- 0705 — Imperatriz Wu Zetian da China abdica do trono, restaurando a Dinastia Tang.
- 1076 — Tendo recebido uma carta durante o sínodo quaresmal de 14 a 20 de fevereiro exigindo que ele abdicasse, o Papa Gregório VII excomunga o imperador Henrique IV do Sacro Império Romano-Germânico (atual Alemanha).
- 1371 — Roberto II se torna rei da Escócia, dando início à Dinastia Stuart.
- 1495 — Carlos VIII da França entra em Nápoles para reivindicar o trono da cidade.
- 1632 — Publicação do Diálogo sobre os Dois Principais Sistemas do Mundo de Galileu Galilei.
- 1819 — Expansão territorial dos EUA: Pelo Tratado de Adams-Onís, a Espanha vende a Flórida para os Estados Unidos por cinco milhões de dólares norte-americanos.
- 1821 — Guerra de independência da Grécia: Alexander Ypsilantis atravessa o rio Prut em Sculeni, nos Principados do Danúbio.
- 1847 — Guerra Mexicano-Americana: Batalha de Buena Vista: cinco mil soldados norte-americanos derrotam 15 000 soldados mexicanos.
- 1848 — Começa a Revolução francesa de 1848, que levaria ao estabelecimento da Segunda República Francesa.
- 1899 — As forças filipinas lideradas pelo general Antonio Luna lançam contra-ataques pela primeira vez contra as forças norte-americanas durante a Guerra Filipino-Americana. Os filipinos não conseguem recuperar Manila dos norte-americanos.[1]
- 1904 — O Reino Unido vende uma estação meteorológica nas Ilhas Órcades do Sul para a Argentina, as ilhas são posteriormente reivindicadas pelo Reino Unido em 1908.
- 1909 — Os dezesseis navios de guerra da Grande Frota Branca, liderados pelo USS Connecticut, retornam aos Estados Unidos após uma viagem ao redor do mundo.[2]
- 1915 — Primeira Guerra Mundial: a Marinha Imperial Alemã adota a política da Guerra submarina irrestrita.
- 1921 — Depois das forças russas sob o comando do barão Roman Ungern von Sternberg expulsarem os chineses, Bogd Khan é reinstalado como grão-cã da Mongólia.
- 1942 — Segunda Guerra Mundial: o presidente Franklin D. Roosevelt ordena que o general Douglas MacArthur saia das Filipinas quando a vitória japonesa se torna inevitável.
- 1943 — Segunda Guerra Mundial: os membros da resistência Rosa Branca, Sophie Scholl, Hans Scholl, e Christoph Probst são executados na Alemanha nazista.
- 1944 — Segunda Guerra Mundial: o Exército Vermelho Soviético recaptura Krivoi Rog.[3]
- 1946 — Guerra Fria: O "Longo Telegrama", propondo como os Estados Unidos deveriam lidar com a União Soviética, chega da embaixada dos Estados Unidos em Moscou.
- 1957 — Ngo Dinh Diem, presidente do Vietnã do Sul, sobrevive a uma tentativa de assassinato por parte dos comunistas, em Buon Ma Thuot.
- 1958 — Egito e Síria se unem para formar a República Árabe Unida.
- 1974 — Início da Conferência da Organização para a Cooperação Islâmica em Lahore, Paquistão. Participaram representantes de trinta e sete países e vinte e dois chefes de estado e de governo compareceram. Também reconheceu a independência de Bangladesh.
- 1979 — O Reino Unido concede independência a Santa Lúcia.
- 1986 — Início da Revolução do Poder Popular nas Filipinas.
- 1995 — Passa a ser de domínio público o programa de satélites de reconhecimento estratégicos americanos Corona, que existiu entre 1959 e 1972.
- 1996 — Papa João Paulo II promulga a constituição apostólica Universi Dominici Gregis modificando certos pontos do disposto sobre a reunião plenária dos cardeais para a eleição do Sumo Pontífice.
- 1997 — Cientistas do Reino Unido apresentam a ovelha Dolly, a primeira clonagem bem-sucedida de um mamífero.
- 1998
  - Edifício Palace II, construído pelo então deputado federal brasileiro Sérgio Naya desaba no Rio de Janeiro, matando 8 pessoas.
  - Diretor brasileiro Walter Salles ganha o Urso de Ouro no Festival Internacional de Cinema de Berlim pelo filme Central do Brasil.
- 2001 — No Vaticano, o grupo católico Arautos do Evangelho é aprovado como uma ordem religiosa.
- 2002 — Líder político e rebelde angolano Jonas Savimbi é morto em uma emboscada militar.
- 2005 — O terremoto de Zarand de 6,4 MW sacode a província de Carmânia, no Irã, com uma intensidade máxima de Mercalli de VIII, deixando 612 mortos e 1 411 feridos.[4]
- 2006 — Papa Bento XVI anuncia a realização do Consistório Ordinário Público para a criação de novos cardeais.
- 2011 — Segundo sismo mais mortal na Nova Zelândia atinge Christchurch, matando 185 pessoas.
- 2012 — Acidente ferroviário em Buenos Aires, Argentina, mata 51 pessoas e fere outras 700.
- 2014
  - Realizado o primeiro consistório do Papa Francisco, com a criação de dezenove novos cardeais.
  - Presidente Víktor Yanukóvytch da Ucrânia é deposto pelo Conselho Supremo, cumprindo um dos principais objetivos da rebelião Euromaidan.
- 2017 — NASA descobre novo sistema planetário com sete exoplanetas que podem conter água líquida e vida e que orbitam a estrela TRAPPIST-1.

## Nascimentos

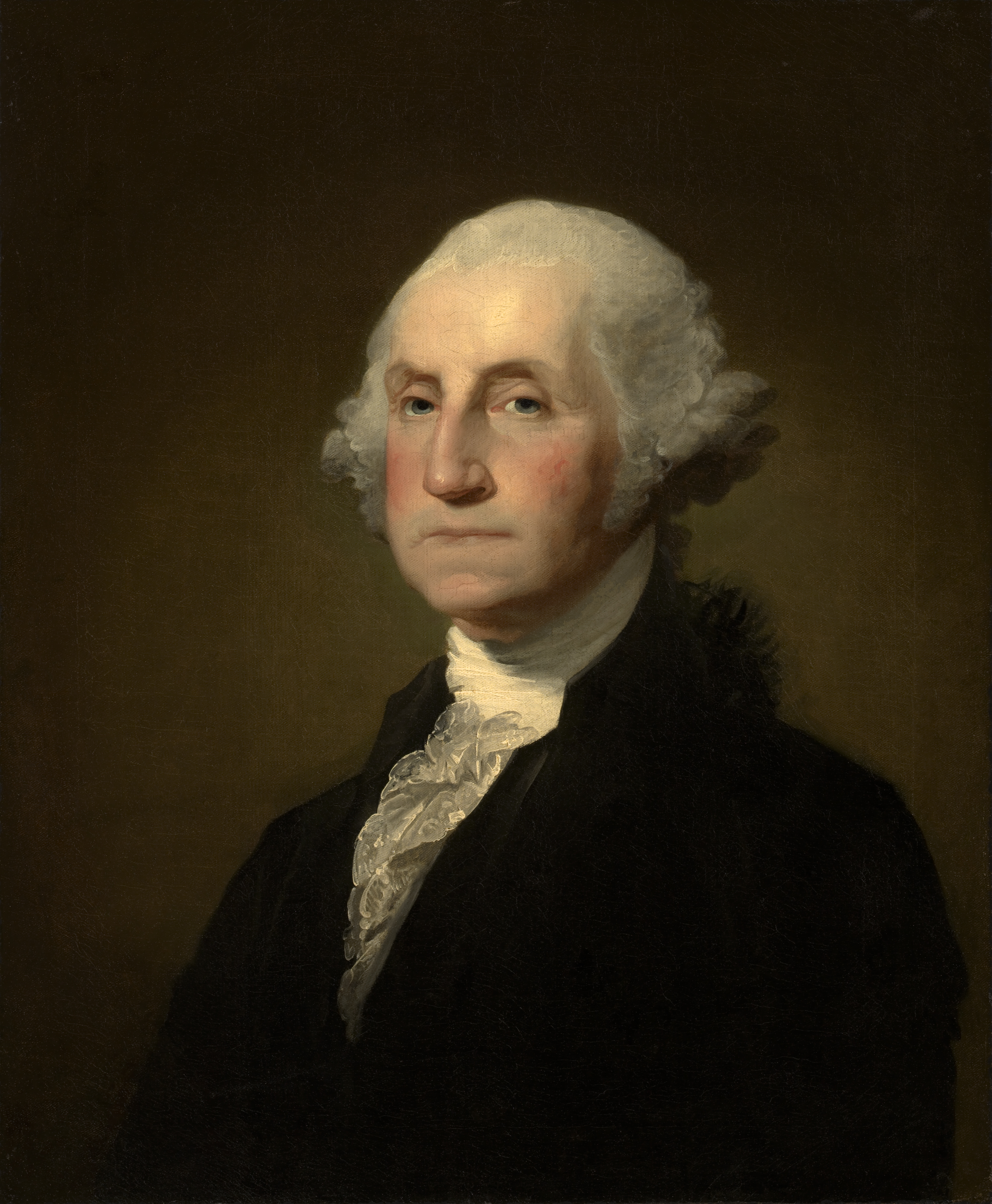
George Washington

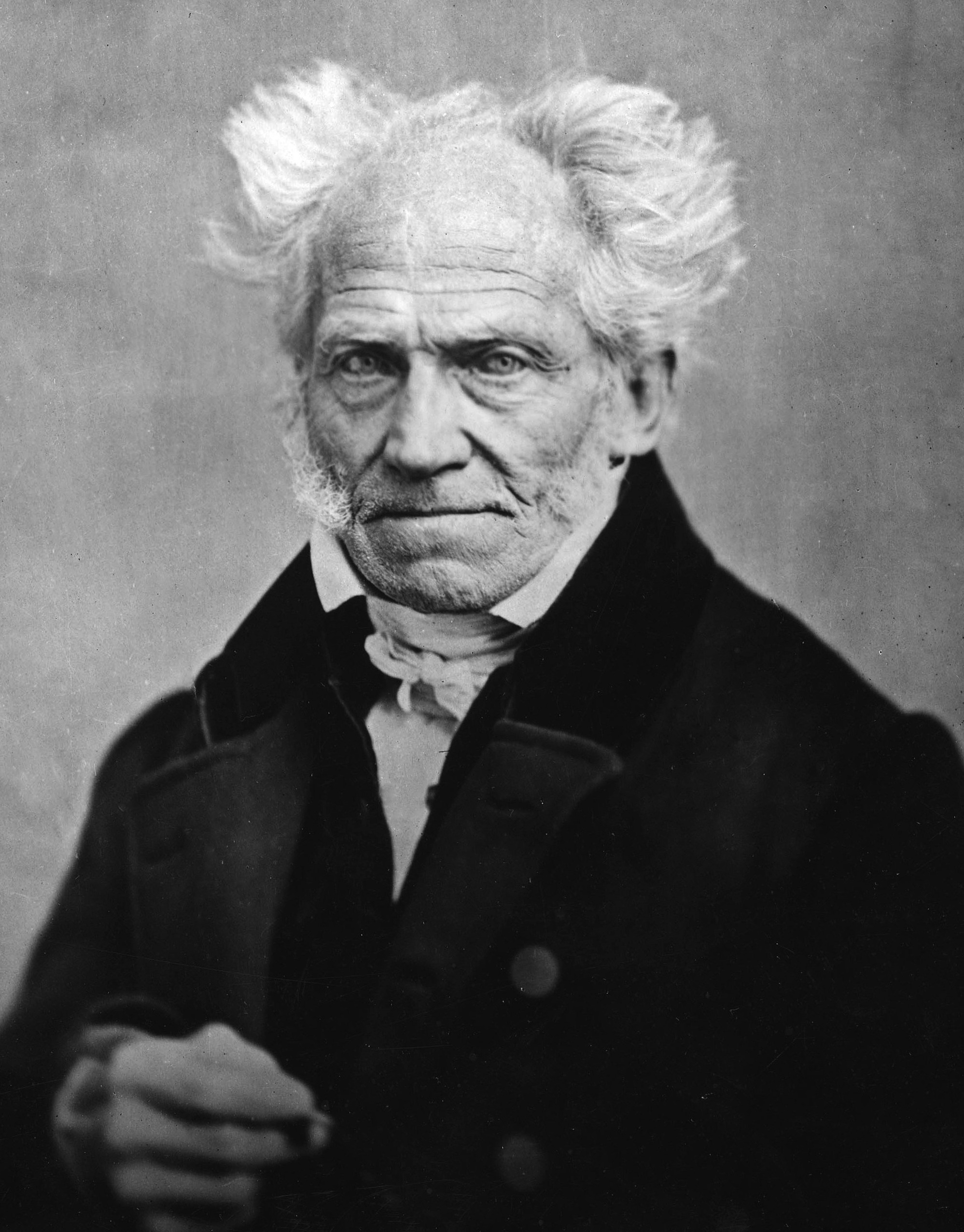
Arthur Schopenhauer

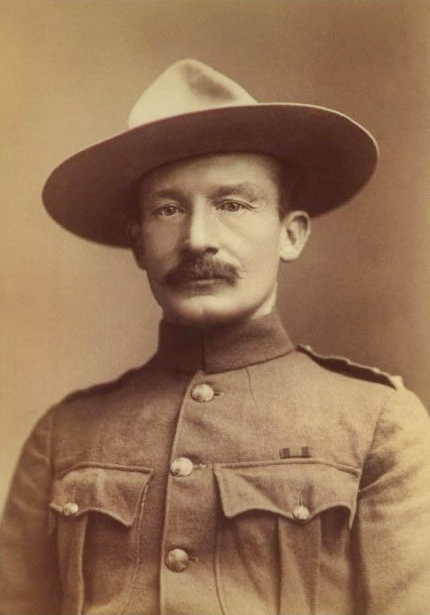
Robert Baden-Powell

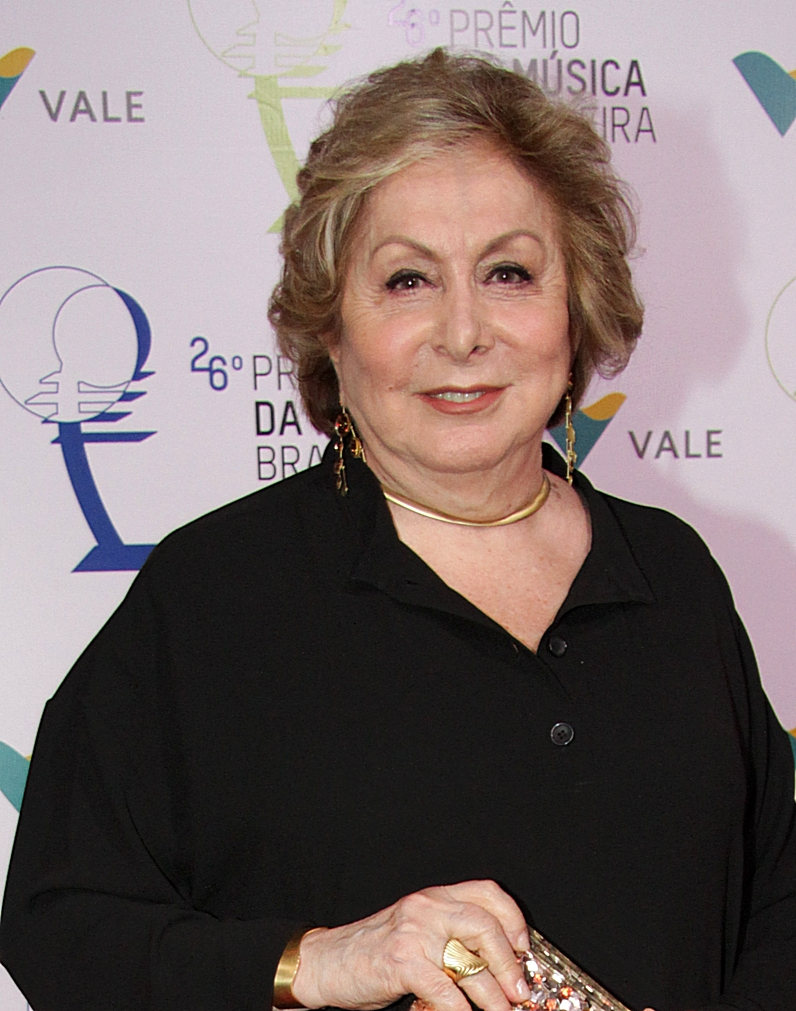
Aracy Balabanian

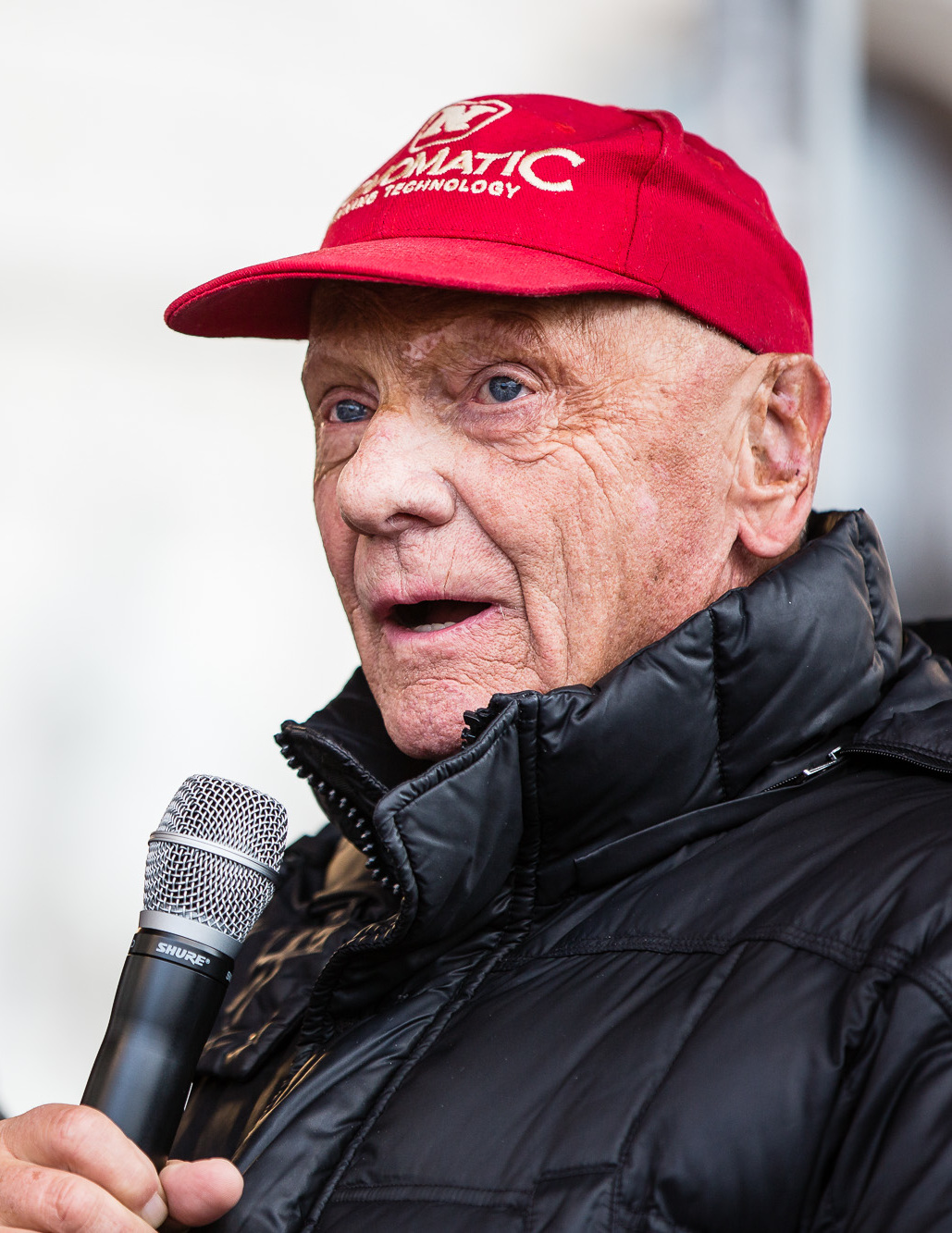
Niki Lauda

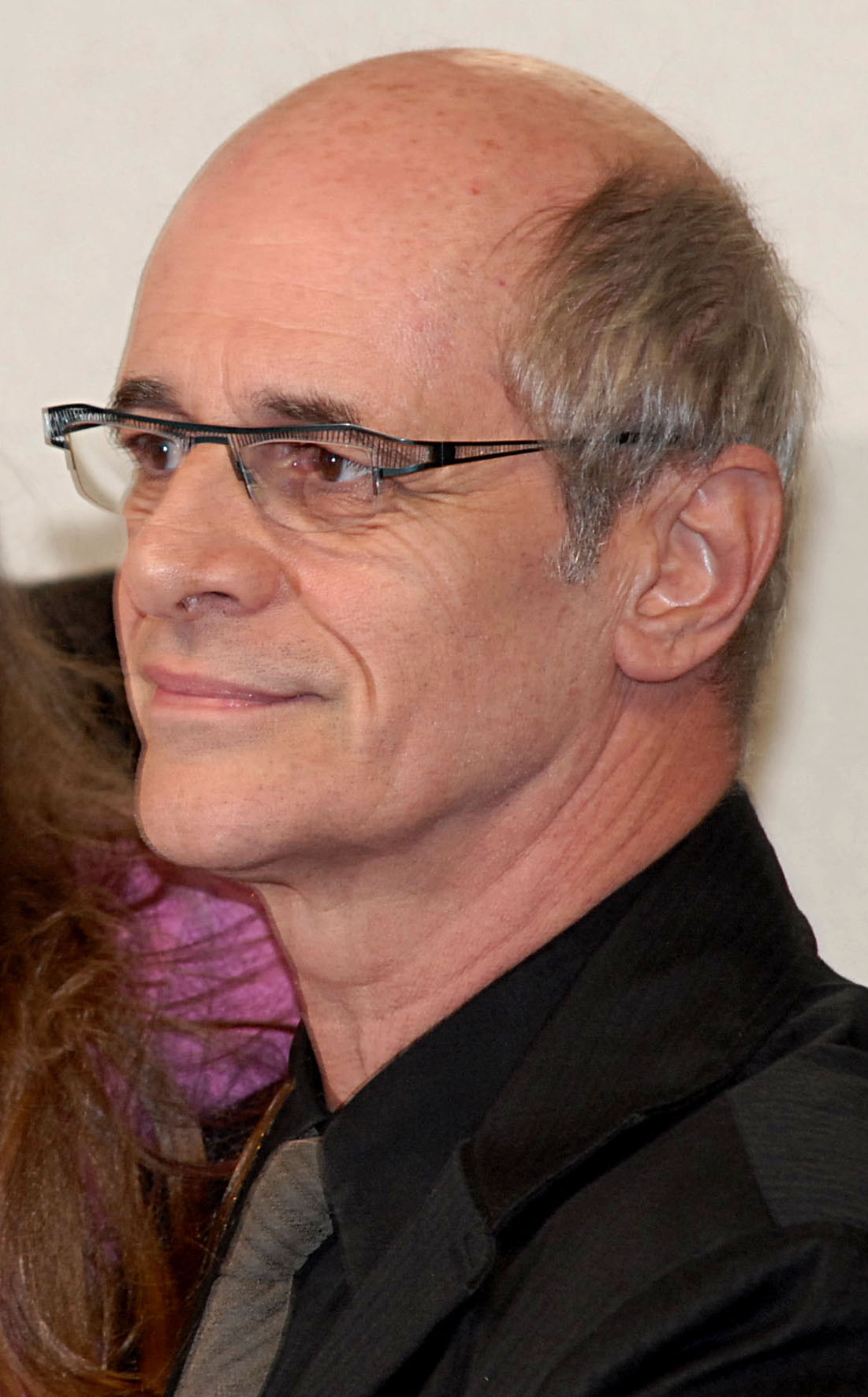
Marcos Caruso

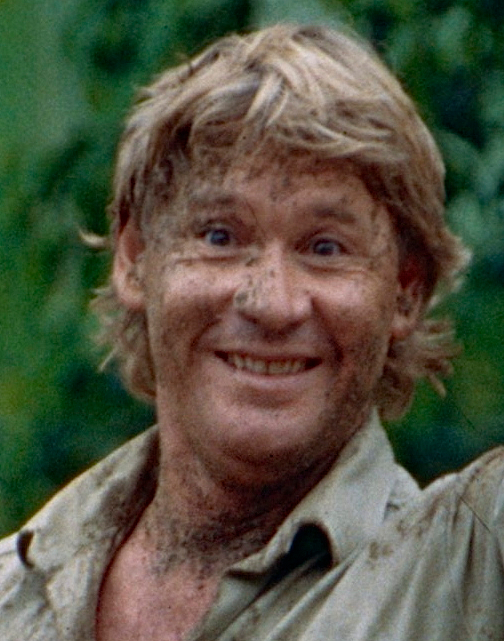
Steve Irwin

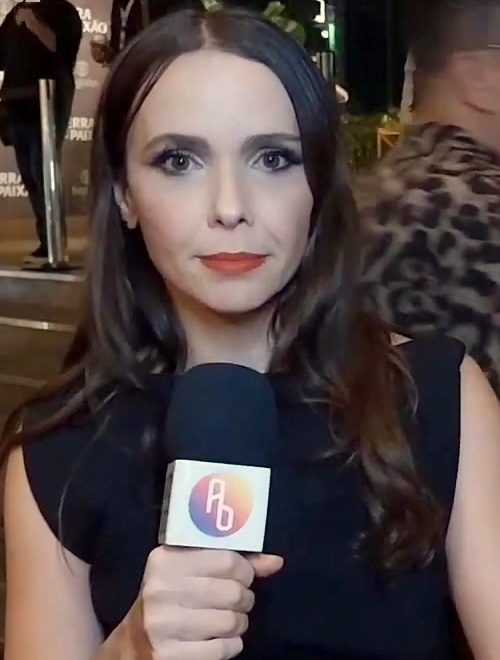
Debora Falabella

### Anterior ao século XIX
- 1403 — Carlos VII da França (m. 1461).
- 1440 — Ladislau V da Hungria e Croácia (m. 1457).
- 1500 — Rodolfo Pio, cardeal italiano (m. 1564).
- 1514 — Tamaspe I, xá iraniano (m. 1576).
- 1732 — George Washington, general e político americano (m. 1799).
- 1745 — João de Sousa Carvalho, compositor português (m. c. 1798).
- 1749 — Johann Nikolaus Forkel, musicólogo e teórico alemão (m. 1818).
- 1771 — Vincenzo Camuccini, pintor italiano (m. 1844)
- 1788 — Arthur Schopenhauer, filósofo e escritor alemão (m. 1860).
- 1796
  - Alexis Bachelot, padre e missionário francês (m. 1837).
  - Adolphe Quételet, matemático, astrônomo e sociólogo belga (m. 1874).

### Século XIX
- 1805 — Sarah Flower Adams, poetisa e escritora britânica (m. 1848).
- 1817 — Carl Wilhelm Borchardt, matemático e acadêmico alemão (m. 1880).
- 1819 — James Russell Lowell, poeta e crítico americano (m. 1891).
- 1824 — Pierre Janssen, astrônomo e matemático francês (m. 1907).
- 1840 — August Bebel, teórico e político alemão (m. 1913).
- 1849 — Nikolay Sonin, matemático e acadêmico russo (m. 1915).
- 1857
  - Robert Baden-Powell, general britânico (m. 1941).
  - Heinrich Hertz, físico, filósofo e acadêmico alemão (m. 1894).
- 1863 — Charles McLean Andrews, historiador, escritor e acadêmico americano (m. 1943).
- 1864 — Jules Renard, escritor e dramaturgo francês (m. 1910).
- 1879 — Johannes Nicolaus Brønsted, químico e acadêmico dinamarquês (m. 1947).
- 1880 — Eric Lemming, atleta sueco (m. 1930).
- 1882 — Eric Gill, escultor e ilustrador britânico (m. 1940).
- 1883 — Marguerite Clark, atriz americana (m. 1940).
- 1885 — Pat Sullivan, animador e produtor australiano-americano (m. 1933).
- 1886 — Hugo Ball, escritor e poeta alemão (m. 1927).
- 1887 — Savielly Tartakower, jornalista, escritor e jogador de xadrez polonês (m. 1956).
- 1889
  - Olave Baden-Powell, líder escoteira britânica (m. 1977).
  - R. G. Collingwood, historiador e filósofo britânico (m. 1943).
- 1891 — Vlas Tchubar, economista e político russo (m. 1939).
- 1892 — Edna St. Vincent Millay, poetisa e dramaturga americana (m. 1950).
- 1895 — Víctor Raúl Haya de la Torre, político peruano (m. 1979).
- 1897
  - Karol Świerczewski, general polonês (m. 1947).
  - Leonid Govorov, Marechal da União Soviética (m. 1955)
- 1899 — George O'Hara, ator e roteirista americano (m. 1966).
- 1900 — Luis Buñuel, diretor e produtor hispano-mexicano (m. 1983).

### Século XX e XXI

#### 1901–1950
- 1901 — Olga Orgonista, patinadora artística húngara (m. 1978).
- 1902 — Herma Szabo, patinadora artística austríaca (m. 1986).
- 1903 — Frank Plumpton Ramsey, economista, matemático e filósofo britânico (m. 1930).
- 1906 — Constance Stokes, pintora australiana (m. 1991).
- 1907
  - Sheldon Leonard, ator, diretor e produtor americano (m. 1997).
  - Robert Young, ator americano (m. 1998).
- 1908
  - Rómulo Betancourt, político venezuelano (m. 1981).
  - John Mills, militar e ator britânico (m. 2005).
- 1910 — Ariel Augusto Nogueira, futebolista brasileiro (m. 2005).
- 1913 — Harry Keller, produtor e diretor de cinema estadunidense (m. 1987).
- 1914 — Renato Dulbecco, virologista e acadêmico ítalo-americano, ganhador do Prêmio Nobel (m. 2012).
- 1915 — Aristides Pirovano, bispo católico italiano (m. 1997).
- 1917 — Jane Bowles, escritora e dramaturga norte-americana (m. 1973).
- 1918
  - Sid Abel, jogador e treinador de hóquei no gelo canadense-americano (m. 2000).
  - Robert Wadlow, americano considerado a pessoa registrada mais alta da história (m. 1940).
- 1920 — Jorge Ferreira Chaves, arquitecto português (m. 1981).
- 1921
  - Jean-Bédel Bokassa, general e político centro-africano (m. 1996).
  - Giulietta Masina, atriz italiana (m. 1994).
- 1922 — Marshall Teague, automobilista americano (m. 1959).
- 1925 — Edward Gorey, ilustrador e poeta americano (m. 2000).
- 1926
  - José Travassos, futebolista português (m. 2002).
  - Ede Király, patinador artístico húngaro (m. 2009).
- 1927
  - Florencio Campomanes, cientista político e jogador de xadrez filipino (m. 2010).
  - Guy Mitchell, cantor americano (m. 1999).
- 1928 — Paul Dooley, ator estadunidense.
- 1929 — James Hong, ator e diretor americano.
- 1930
  - Marni Nixon, soprano e atriz americana (m. 2016).
  - Walter Mischel, psicólogo austro-americano (m. 2018).
- 1932 — Ted Kennedy, militar, advogado e político norte-americano (m. 2009).
- 1933
  - Catarina, Duquesa de Kent.
  - Bobby Smith, futebolista britânico (m. 2010).
- 1934 — Sparky Anderson, jogador e empresário de beisebol americano (m. 2010).
- 1935 — Danilo Kiš, escritor sérvio (m. 1989).
- 1936
  - John Michael Bishop, microbiologista e imunologista americano, ganhador do Prêmio Nobel.
  - Renato Canini, desenhista brasileiro (m. 2013).
- 1937
  - Tommy Aaron, golfista americano.
  - Joanna Russ, escritora e ativista americana (m. 2011).
- 1938 — Timmy Mayer, automobilista norte-americano (m. 1964).
- 1940 — Aracy Balabanian, atriz brasileira (m.2023).
- 1941
  - Hipólito Mejía, político dominicano
  - Marco Polo Del Nero, advogado e dirigente esportivo brasileiro.
- 1942
  - Christine Keeler, modelo e dançarina britânica (m. 2017).
  - Paulo Henrique Amorim, jornalista brasileiro (m. 2019).
- 1943
  - Terry Eagleton, filósofo e crítico britânico (m. 2019).
  - Horst Köhler, economista e político polonês-alemão (m. 2025).
  - Dick Van Arsdale, ex-jogador de basquete americano (m. 2024).
  - Otoya Yamaguchi, assassino japonês (m. 1960).
- 1944
  - Jonathan Demme, diretor, produtor e roteirista estadunidense (m. 2017).
  - Robert Kardashian, advogado e empresário americano (m. 2003).
  - Tom Okker, ex-tenista e pintor neerlandês.
- 1945
  - Oliver, cantor americano (m. 2000).
  - Elke Maravilha, atriz brasileira (m. 2016).
  - Luiz Armando Queiroz, diretor, ator e apresentador brasileiro (m. 1999).
- 1947 — Roberto Avallone, jornalista brasileiro (m. 2019).
- 1948 — John Ashton, ator estadunidense (m. 2024).
- 1949
  - Niki Lauda, automobilista, empresário e dirigente automobilístico austríaco (m. 2019).
  - Olga Morozova, ex-tenista e treinadora de tênis russa.
- 1950
  - Julius Erving, ex-jogador de basquete e empresário americano.
  - Lenny Kuhr, cantora e compositora neerlandesa.
  - Miou-Miou, atriz francesa.
  - Awn Shawkat Al-Khasawneh, político jordaniano.
  - Julie Walters, atriz e escritora britânica.

#### 1951–2000
- 1952
  - Marcos Caruso, ator e autor brasileiro.
  - Bill Frist, médico e político americano.
  - Joaquim Pina Moura, político português (m. 2020).
  - Saufatu Sopoanga, político tuvaluano (m. 2020).
  - Khadga Prasad Oli, político nepalês.
- 1954
  - Rosemiro, ex-futebolista brasileiro.
  - Ricardo Ferretti, ex-futebolista e treinador de futebol brasileiro-mexicano.
  - Pedro Brito Guimarães, bispo brasileiro.
- 1955 — Ferenc Fülöp, ex-futebolista húngaro.
- 1956
  - Nica Bonfim, atriz e artista plástica brasileira.
  - Philip Kerr, escritor britânico (m. 2018).
- 1957 — Willie Smits, microbiologista e engenheiro neerlandês.
- 1958 — Kaïs Saïed, jurista e político tunisiano.
- 1959
  - Kyle MacLachlan, ator americano.
  - Mikhail Gurevich, enxadrista ucraniano.
  - Holger Hieronymus, ex-futebolista alemão.
- 1960 — Cássio Motta, ex-tenista brasileiro.
- 1961 — Akira Takasaki, guitarrista, compositor e produtor musical japonês.
- 1962
  - Steve Irwin, zoólogo e apresentador de televisão australiano (m. 2006).
  - Miguel de León, ator venezuelano.
- 1963
  - Vijay Singh, golfista fijiano-americano.
  - Xóchitl Gálvez, empresária e política mexicana.
- 1964
  - Ed Boon, designer de videogames americano.
  - Wagner Rubinelli, político brasileiro.
  - Luís Fernando Flores, ex-futebolista brasileiro.
- 1965 — Rionegro, cantor e compositor brasileiro.
- 1966
  - Rachel Dratch, atriz e comediante americana.
  - Luca Marchegiani, ex-futebolista italiano.
  - Marcelo Gonçalves, ex-futebolista brasileiro.
- 1967 — Paul Lieberstein,  ator, roteirista e diretor de televisão americano.
- 1968
  - Bradley Nowell, cantor, compositor, guitarrista e produtor musical estadunidense (m. 1996).
  - Delphine da Bélgica.
  - Jeri Ryan, modelo e atriz norte-americana.
- 1969
  - Thomas Jane, ator, diretor, produtor e roteirista americano.
  - Shaka Hislop, ex-futebolista trinitário.
  - Marc Wilmots, ex-futebolista e treinador de futebol belga.
  - Brian Laudrup, ex-futebolista e dirigente esportivo dinamarquês.
- 1970 — Simone Tebet, advogada, professora, escritora e política brasileira.
- 1971
  - Lea Salonga, atriz e cantora filipina.
  - Arnon Grunberg, escritor e jornalista neerlandês.
- 1972
  - Michael Chang, ex-tenista e treinador de tênis norte-americano.
  - Haim Revivo, ex-futebolista israelense.
- 1973
  - Philippe Gaumont, ciclista francês (m. 2013).
  - Grotto, ex-futebolista brasileiro.
  - Juninho Paulista, ex-futebolista e dirigente esportivo brasileiro.
  - Shota Arveladze, ex-futebolista e treinador de futebol georgiano.
- 1974
  - James Blunt, cantor, compositor e guitarrista britânico.
  - Markus Schopp, ex-futebolista e treinador de futebol austríaco.
- 1975
  - Gianni Guigou, ex-futebolista uruguaio.
  - Drew Barrymore, atriz, diretora, produtora e roteirista norte-americana.
  - Zé Manuel, ex-futebolista português.
- 1977 — Hakan Yakın, ex-futebolista suíço.
- 1978 — Jenny Frost, cantora e dançarina britânica.
- 1979
  - Débora Falabella, atriz brasileira.
  - Brett Emerton, ex-futebolista australiano.
- 1980
  - Jeanette Biedermann, cantora, compositora e atriz alemã.
  - Ivan Levenets, ex-futebolista russo.
  - Sebastián Torrico, ex-futebolista argentino.
  - Milen Dobrev, halterofilista búlgaro (m. 2015).
- 1981
  - Fredson, ex-futebolista brasileiro.
  - Élodie Yung, atriz francesa.
  - Dênis Marques, futebolista brasileiro.
- 1982
  - Jenna Haze, atriz norte-americana.
  - Susanna Pöykiö, patinadora artística finlandesa.
- 1983 — Alanzinho, ex-futebolista brasileiro.
- 1984
  - Branislav Ivanović, ex-futebolista sérvio.
  - Felipe, futebolista brasileiro.
- 1985
  - Hameur Bouazza, ex-futebolista argelino.
  - Georgios Printezis, jogador de basquete grego.
  - José Pedro Fuenzalida, futebolista chileno.
  - Larissa Riquelme, modelo paraguaia.
- 1986
  - Rajon Rondo, ex-jogador de basquete norte-americano.
  - Toshihiro Aoyama, futebolista japonês.
  - Enzo Pérez, futebolista argentino.
- 1987
  - Han Hyo-joo, atriz e modelo sul-coreana.
  - Sergio Romero, futebolista argentino.
- 1988
  - Beatriz e Branca Feres, ex-atletas de nado sincronizado brasileiras.
  - Ximena Navarrete, modelo mexicana.
  - Efraín Juárez, ex-futebolista e treinador de futebol mexicano.
  - Colby Covington, lutador norte-americano de artes marciais mistas.
  - Go Na-eun, cantora e rapper sul-coreana.
- 1989 — Franco Vázquez, futebolista argentino.
- 1990
  - Diogo Viana, futebolista português.
  - Marius Alexe, ex-futebolista romeno.
- 1991
  - Andrey Kuznetsov, tenista russo.
  - Frank Fabra, futebolista colombiano.
  - Rebecca Cheptegei, maratonista ugandesa (m. 2024).
- 1992
  - Alexander Merkel, futebolista cazaque-alemão.
  - Li Shanshan, ginasta chinesa.
  - Haris Seferović, futebolista suíço.
- 1993 — Vinícius Araújo, futebolista brasileiro.
- 1994 — Nam Joo-hyuk, modelo e ator sul-coreano.
- 1995
  - Lexa, cantora brasileira.
  - Devonte' Graham, jogador de basquete norte-americano.
- 1996
  - Pablo Fornals, futebolista espanhol.
  - Samúel Friðjónsson, futebolista islandês.
  - Erwin Saavedra, futebolista boliviano.
- 1997 — Kevin Quevedo, futebolista peruano.
- 1998 — Einer Rubio, ciclista colombiano.
- 2000
  - Timothy Weah, futebolista norte-americano.
  - Celia Rose Gooding, atriz norte-americana.

### Século XXI
- 2002 — Jessé Aguiar, cantor brasileiro.
- 2003
  - Isra Hirsi, ativista americana.
  - Karamoko Dembélé, futebolista britânico.
- 2004 — MC Soffia, rapper, cantora e compositora brasileira.
- 2005
  - Linda Caicedo, futebolista colombiana.
  - Shola Ogundana, futebolista nigeriano.
- 2011 — Lorena Queiroz, atriz e cantora brasileira.

## Mortes

### Anterior ao século XIX
- 0606 — Papa Sabiniano (n. 530).
- 0970 — Garcia Sanches I de Pamplona (n. 919).
- 0978 — Lamberto de Chalon (n. 930).
- 1071 — Arnulfo III da Flandres (n. 1055).
- 1297 — Margarida de Cortona, penitente italiana (n. 1247).
- 1371 — David II da Escócia (n. 1324).
- 1511 — Henrique, Duque da Cornualha (n. 1511).
- 1512 — Américo Vespúcio, cartógrafo e explorador italiano (n. 1454).
- 1627 — Olivier van Noort, explorador neerlandês (n. 1558).
- 1636 — Santorio Santorio, médico e fisiologista italiano (n. 1561).
- 1680 — Catherine Deshayes, ocultista francesa (n. 1640).
- 1731 — Frederik Ruysch, médico e anatomista neerlandês (n. 1638).
- 1732 — Francis Atterbury, bispo britânico (n. 1663).
- 1754 — Xavier, Duque da Aquitânia (n. 1753).
- 1760 — Anna Magdalena Bach, compositora alemã (n. 1701).
- 1799 — Pedro José de Alcântara de Meneses Noronha Coutinho, nobre e estribeiro-mor português (n. 1713).

### Século XIX
- 1816 — Adam Ferguson, historiador e filósofo britânico (n. 1723).
- 1856 — Louise Rosalie Allan-Despréaux, atriz francesa (n. 1810).
- 1875
  - Jean-Baptiste Camille Corot, pintor e ilustrador francês (n. 1796).
  - Charles Lyell, geólogo e advogado britânico (n. 1797).
- 1887 — Marie Calm, escritora, educadora e sufragista alemã (n. 1832).
- 1888
  - Anna Kingsford, médica e ativista britânica (n. 1846).
  - Jean-Delphin Alard, violinista e compositor francês (n. 1815).
- 1890
  - John Jacob Astor III, empresário e filantropo norte-americano (n. 1822).
  - Carl Bloch, pintor e acadêmico dinamarquês (n. 1834).
- 1897 — Charles Blondin, equilibrista e acrobata francês (n. 1824).

### Século XX
- 1903 — Hugo Wolf, compositor austríaco (n. 1860).
- 1904 — Leslie Stephen, historiador, escritor e crítico britânico (n. 1832).
- 1913
  - Francisco I. Madero, presidente e escritor mexicano (n. 1873).
  - Ferdinand de Saussure, linguista e escritor suíço (n. 1857).
- 1923 — Théophile Delcassé, político francês (n. 1852).
- 1939 — Antonio Machado, poeta e escritor hispano-francês (n. 1875).
- 1942 — Stefan Zweig, jornalista, escritor e dramaturgo austríaco (n. 1881).
- 1943
  - Christoph Probst, ativista alemão (n. 1919).
  - Hans Scholl, ativista alemão (n. 1918).
  - Sophie Scholl, ativista alemã (n. 1921).
- 1944 — Kasturba Gandhi, ativista indiana (n. 1869).
- 1945 — Osip Brik, escritor e crítico literário russo (n. 1888).
- 1956 — Mário Augusto Teixeira de Freitas, estatístico e advogado brasileiro (n. 1890).
- 1958 — Abul Kalam Azad, acadêmico e político indiano (n. 1888).
- 1965 — Felix Frankfurter, advogado e jurista austro-americano (n. 1882).
- 1973 — Katina Paxinou, atriz grega (n. 1900).
- 1976 — Florence Ballard, cantora norte-americana (n. 1943).
- 1980 — Oskar Kokoschka, pintor, poeta e dramaturgo austríaco (n. 1886).
- 1983
  - Adrian Boult, maestro britânico (n. 1889).
  - Romain Maes, ciclista belga (n. 1913).
- 1985 — Salvador Espriu i Castelló, escritor, poeta e dramaturgo espanhol (n. 1913).
- 1987 — Andy Warhol, pintor e fotógrafo norte-americano (n. 1928).
- 1989 — Moisés da Costa Amaral, líder político timorense (n. 1938).
- 1992 — Márkos Vafiádis, general e político grego (n. 1906).
- 1993 — Luís Gonzaga de Lancastre e Távora, genealogista, heraldista e escritor português (n. 1937).
- 1995 — Ed Flanders, ator americano (n. 1934).
- 1997 — Joey Aiuppa, gangster americano (n. 1907).
- 1999 — Menno Oosting, tenista neerlandês (n. 1964).

### Século XXI
- 2001 — Nazareno Lanciotti, presbítero e beato ítalo-brasileiro (n. 1940).
- 2002
  - Jonas Savimbi, general angolano (n. 1934).
  - Chuck Jones, animador, produtor e roteirista estadunidense (n. 1912).
  - Raymond Firth, etnólogo neozelandês (n. 1901).
- 2004 — Roque Máspoli, futebolista e treinador uruguaio (n. 1917).
- 2005 — Simone Simon, atriz francesa (n. 1910).
- 2007
  - Fons Rademakers, diretor de cinema neerlandês (n. 1920).
  - Dennis Johnson, jogador e treinador de basquete norte-americano (n. 1954).
  - Luís Chaves, contrabaixista brasileiro (n. 1931).
  - Lothar-Günther Buchheim, escritor e pintor alemão (n. 1918).
- 2008
  - Rubens de Falco, ator e teledramaturgo brasileiro (n. 1931).
  - Oswaldo Louzada, ator brasileiro (n. 1912).
- 2009 — Ida Gomes, atriz brasileira (n. 1923).
- 2010
  - Charles Stenvig, político norte-americano (n. 1928).
  - Mohammed Zaman, líder militar e político afegão (n. 1965).
- 2012
  - Marie Colvin, jornalista americana (n. 1956).
  - Rémi Ochlik, fotógrafo e jornalista francês (n. 1983).
- 2013 — Wolfgang Sawallisch, pianista e maestro alemão (n. 1923).
- 2014 — Arduino Colasanti, ator italiano (n. 1936).
- 2015 — Renato Rocha, músico brasileiro (n. 1961).
- 2019 — Werner Beierwaltes, acadêmico alemão (n. 1931).
- 2021
  - Lawrence Ferlinghetti, poeta e pintor americano (n. 1919).
  - Daviz Simango, político moçambicano (n. 1964).
- 2023 — Germano Mathias, cantor brasileiro (n. 1934).
- 2025 — Lílian Knapp, cantora brasileira (n. 1948).

## Feriados e eventos cíclicos

### Internacional
- Santa Lúcia – Feriado nacional, Dia da Independência da Grã-Bretanha em 1979.

### Cristianismo
- Abílio de Alexandria
- Cátedra de São Pedro
- Margarida de Cortona
- Maximiano de Ravena
- Papias de Hierápolis

## Outros calendários
- No calendário romano era o 8.º dia (VIII) antes das calendas de março.
- No calendário litúrgico tem a letra dominical D para o dia da semana.
- No calendário gregoriano a epacta do dia é vii.